# Jindřich Svoboda (fotbalista)
Jindřich Svoboda (* 14. září 1952 Brno) je bývalý český fotbalový obránce a reprezentant Československa. Je olympijským vítězem z LOH 1980 v Moskvě, kde byl autorem jediné branky finálového zápasu proti NDR.
V sezoně 1977/78 získal mistrovský titul se Zbrojovkou Brno pod vedením Josefa Masopusta.

## Život
Jindřich se narodil v Brně a vyrůstal v Adamově, kde také vychodil základní školu, vyučil se strojním zámečníkem a v této profesi se chvíli uplatnil ve zdejších Adamovských strojírnách.
Je po něm pojmenován adamovský stadion (Fotbalový stadion Jindřicha Svobody) a 19. června 2014 mu bylo uděleno čestné občanství Adamova.

## Reprezentační kariéra
V roce 1974 byl nominován do reprezentačního kádru hráčů do 23 let. S reprezentací odehrál kvalifikaci na Mistrovství Evropy ve fotbale hráčů do 23 let. V roce 1976 byl nominován do reprezentačního „A“ mužstva ČSSR, za něž sehrál dva zápasy. V roce 1977 se dostal do olympijského reprezentačního výběru, se kterým po zvládnuté kvalifikaci postoupil na Letní olympijské hry 1980 v Moskvě. Ve finále vstřelil jediný gól do sítě NDR.

## Klubová kariéra

### Spartak Adamov
Fotbal začal hrát ve svých sedmi letech za adamovské žáky. Přes dorostenecké družstvo se dostal až do mužů, za něž začal hrát už jako šestnáctiletý na podzim 1968 a byl u dvou postupů v řadě (1968/69 z I. B do I. A, 1969/70 z I. A do župního přeboru). Za Adamov odehrál 2 ročníky v nejvyšší jihomoravské soutěži (1969/70 a 1970/71).

### Dukla Brno
Před sezonou 1971/72 odešel do Dukly Brno na vojnu, kde nastupoval i proti Adamovu. Po dvouleté službě se do Adamova vrátil, na podzim 1973 odehrál za Adast svá poslední 2 soutěžní utkání (v I. A třídě) a přestoupil do Zbrojovky Brno.

### Zbrojovka Brno
Po 3 utkáních za divizní B-mužstvo byl poprvé povolán k zápasu v první lize. V nejvyšší soutěži odehrál 216 utkání a vsítil 16 branek, v Poháru UEFA nastoupil v 11 zápasech a vstřelil 1 gól (1979/80: 7/1, 1980/81: 4/0).

### TJ Gottwaldov
Po sezoně 1983/84, v níž se Zbrojovce po sestupu z první ligy v ročníku 1982/83 nepodařil okamžitý návrat zpět a v níž nastupoval jen na jaře, přestoupil do druholigového Gottwaldova (dnes Zlín), kde odehrál dvě sezony.

### Nižší soutěže
V roce 1986 odešel do Rakouska, kde hrál 8 let v nižších soutěžích za SV Gmünd, SV Allensteig a USV Gastern. Po návratu nastoupil do fotbalového klubu v obci Prace. Fotbalovou kariéru ukončil v roce 1996.

## Ligová bilance
| Ročník                                   | Zápasy | Góly | Klub              |
| ---------------------------------------- | ------ | ---- | ----------------- |
| 1. československá fotbalová liga 1973/74 | 3      | 0    | TJ Zbrojovka Brno |
| 1. československá fotbalová liga 1974/75 | 27     | 0    | TJ Zbrojovka Brno |
| 1. československá fotbalová liga 1975/76 | 25     | 0    | TJ Zbrojovka Brno |
| 1. československá fotbalová liga 1976/77 | 26     | 1    | TJ Zbrojovka Brno |
| 1. československá fotbalová liga 1977/78 | 16     | 2    | TJ Zbrojovka Brno |
| 1. československá fotbalová liga 1978/79 | 14     | 1    | TJ Zbrojovka Brno |
| 1. československá fotbalová liga 1979/80 | 28     | 6    | TJ Zbrojovka Brno |
| 1. československá fotbalová liga 1980/81 | 27     | 2    | TJ Zbrojovka Brno |
| 1. československá fotbalová liga 1981/82 | 28     | 4    | TJ Zbrojovka Brno |
| 1. československá fotbalová liga 1982/83 | 22     | 0    | TJ Zbrojovka Brno |
| 1. ČNL 1983/84                           | 6      | 0    | TJ Zbrojovka Brno |
| 1. ČNL 1984/85                           | 21     | 5    | TJ Gottwaldov     |
| 1. ČNL 1985/86                           | 27     | 14   | TJ Gottwaldov     |
| CELKEM 1. LIGA                           | 216    | 16   |                   |
| CELKEM 2. LIGA                           | 54     | 19   |                   |